# Enchylaena tomentosa
Enchylaena tomentosa är en amarantväxtart som beskrevs av Robert Brown. Enchylaena tomentosa ingår i släktet Enchylaena och familjen amarantväxter. Inga underarter finns listade i Catalogue of Life.

## Bildgalleri

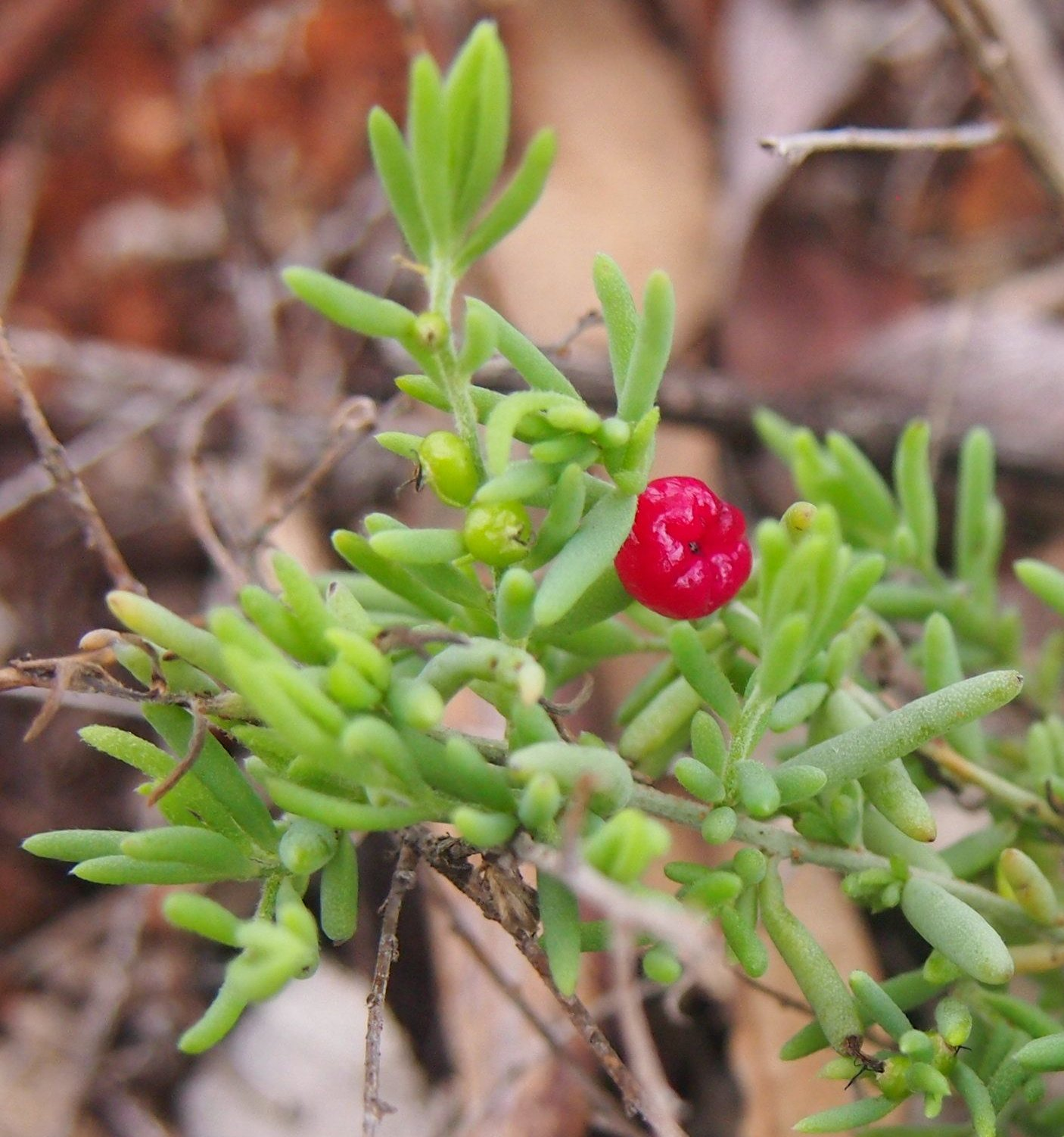
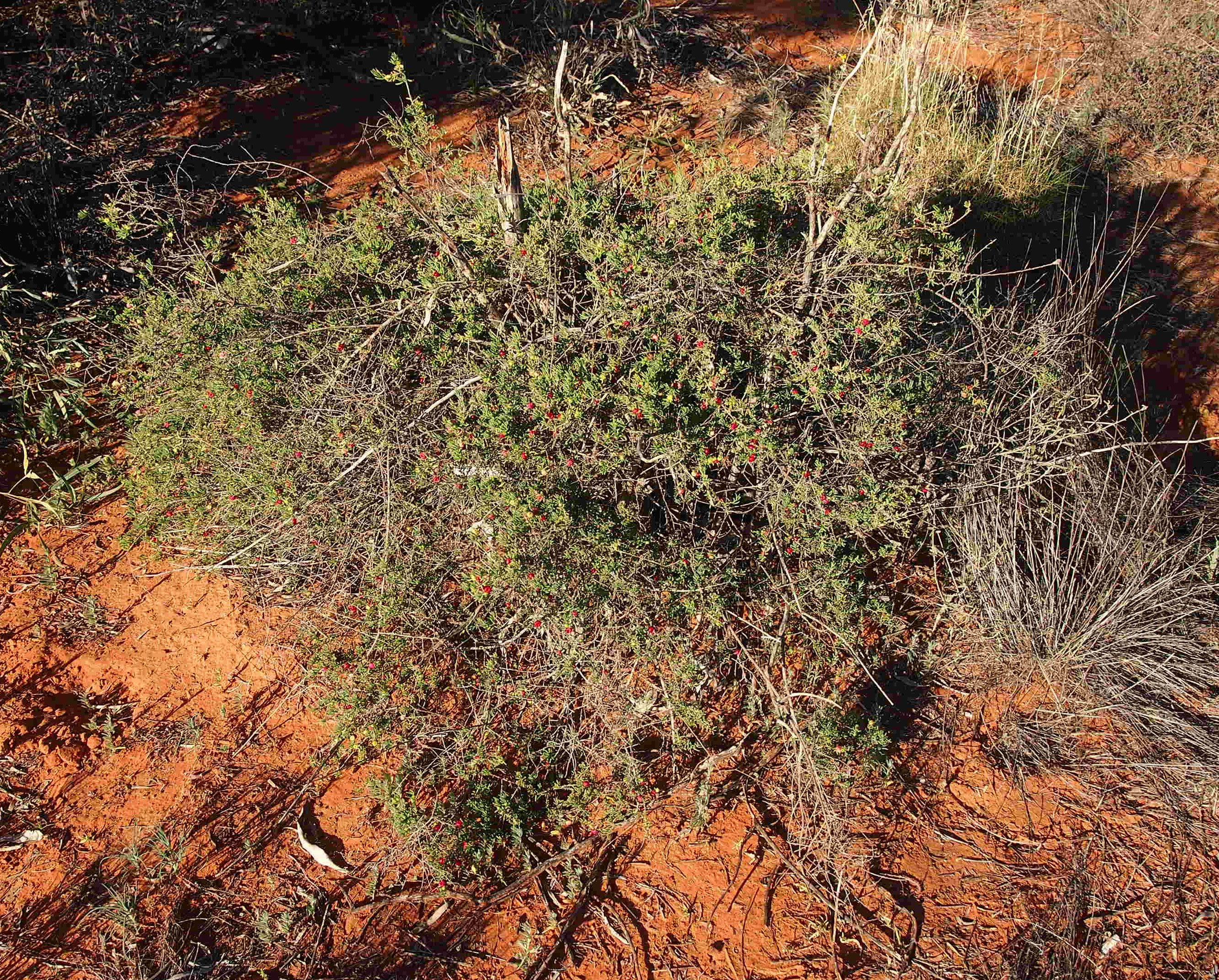
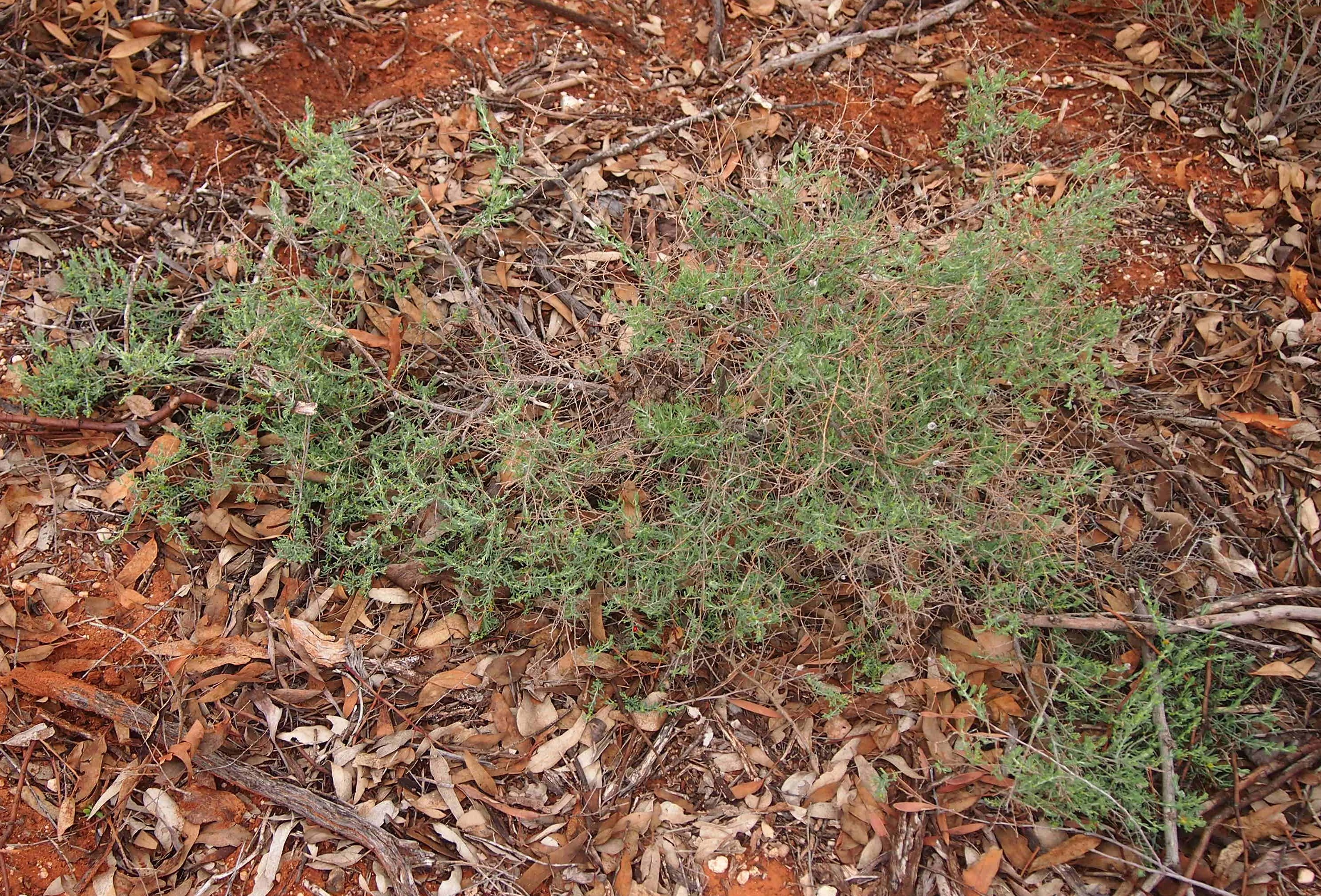